# 今福道夫
今福 道夫（いまふく みちお、1944年8月30日 - ）は、日本の動物行動学者、京都大学名誉教授。

## 略歴
東京都生まれ。1968年東京農工大学農学部卒、1974年京都大学大学院理学研究科動物学博士課程中退、1976年「ウミサボテンの活動リズムのメカニズムについて」で理学博士。1979年京都大学理学部助手、1994年理学研究科助教授、2001年教授。2008年定年退官、名誉教授となる。

## 著書
- 『ヤドカリの殻交換』(さ・え・ら書房、やさしい科学) 1988
- 『ヤドカリの海辺』(フレーベル館、森の新聞） 1998
- 『おとなのための動物行動学入門』（昭和堂） 2018

### 共編
- 『日本動物大百科 第7巻 無脊椎動物』（奥谷喬司, 武田正倫共編、平凡社） 1997

### 翻訳
- 『動物絵あそび 直観でとらえる動物画』（ゲロルフ・シュタイナー、思索社） 1987
- 『空飛ぶガチョウはなぜ太らないか ヒトと動物の進化戦略』（E・P・ウィドマイアー、化学同人） 2000
- 『赤ちゃんの心と体の図鑑』（デズモンド・モリス、日高敏隆共日本語版監修、柊風舎） 2009
- 『子どもの心と体の図鑑』（デズモンド・モリス、日本語版監修、柊風舎） 2010

## 論文
- CiNii>今福道夫